# José Gonzales (arquero peruano)
José Gonzales Ganoza (Lima, 10 de julio de 1954-Ventanilla, 8 de diciembre de 1987) fue un futbolista peruano, apodado Caíco, que jugaba como guardameta y fue parte de la selección de fútbol del Perú. Fue campeón con Alianza Lima, único club al que defendió sus colores, en 1975, 1977 y 1978. Además de haber sido el tío del actual máximo goleador de la selección: el delantero Paolo Guerrero Gonzales.

## Trayectoria
Se inició en el futbol jugando por el Defensor Asunción de Chorrillos en 1972, luego pasó a las juveniles de Alianza Lima donde debutó en 1973.
Gonzáles Ganoza atajó durante catorce temporadas en el club de La Victoria. Disputó 475 encuentros con el cuadro blanquiazul, convirtiéndose, además, en el futbolista de Alianza con más clásicos jugados en la historia (55). Fue arquero titular en la conquista de 3 campeonatos nacionales (1975, 1977 y 1978) y un líder natural para la generación de potrillos a mediados de los 80.
A los treinta y tres años, sufre la muerte en la tragedia aérea del Club Alianza Lima. Aquel día, el equipo regresaba de un partido contra el Deportivo Pucallpa. El viaje de regreso se realizó el 8 de diciembre en un avión Fokker de la Marina de Guerra del Perú, el cual se precipitó al mar cuando se encontraba a escasos kilómetros del aeropuerto internacional Jorge Chávez a la altura de la localidad chalaca de Ventanilla. Sus restos, recuperados días después, descansan en el Cementerio El Ángel, junto con algunos de los cuerpos de los jugadores fallecidos en el accidente.

## Selección peruana
Fue miembro de la selección juvenil del Perú de 1974 que participó en el Campeonato realizado en Arica con la Foca Gonzales.
Integró por primera vez a la selección absoluta cuando conquistó la Copa América bajo la dirección del técnico Marcos Calderón, siendo suplente de Ottorino Sartor. 
Para las eliminatorias para España 1982, el técnico Elba de Padua confirma su presencia. Sin embargo, la mejor preparación del arquero Eusebio Acasuzo coloca a José nuevamente en la suplencia. Con Alianza jugó todas las ediciones de la Copa Libertadores de América en las que participó el club íntimo.
Fue capitán de la selección que en 1987 intervino en el preolímpico de Bolivia. Sus notables actuaciones defendiendo el arco aliancista lo llevan a ser considerado como el mejor arquero del fútbol nacional ese año. 
La última vez que vistió la casaquilla peruana fue en la Copa América, jugada en Buenos Aires, ante Argentina y Ecuador en 1987.

### Participaciones en Copas del Mundo
| Mundial                        | Sede   | Resultado    |
| ------------------------------ | ------ | ------------ |
| Copa Mundial de Fútbol de 1982 | España | Primera fase |

### Participaciones en Copas América
| Copa              | Sede          | Resultado    |
| ----------------- | ------------- | ------------ |
| Copa América 1975 | Sin sede fija | Campeón      |
| Copa América 1979 | Sin sede fija | Tercer lugar |
| Copa América 1983 | Sin sede fija | Tercer lugar |
| Copa América 1987 | Argentina     | Primera fase |

## Clubes
| Club         | País | Año       |
| ------------ | ---- | --------- |
| Alianza Lima | Perú | 1973-1987 |

## Palmarés

### Campeonatos internacionales
| Título             | Club         | País | Año  |
| ------------------ | ------------ | ---- | ---- |
| Copa Simón Bolívar | Alianza Lima | Perú | 1976 |

### Campeonatos nacionales
| Título                 | Club         | País | Año  |
| ---------------------- | ------------ | ---- | ---- |
| Liga peruana de fútbol | Alianza Lima | Perú | 1975 |
| Liga peruana de fútbol | Alianza Lima | Perú | 1977 |
| Liga peruana de fútbol | Alianza Lima | Perú | 1978 |

### Torneos cortos
| Título                 | Club         | País | Año  |
| ---------------------- | ------------ | ---- | ---- |
| Región Metropolitana   | Alianza Lima | Perú | 1985 |
| Torneo Descentralizado | Alianza Lima | Perú | 1986 |
| Torneo Descentralizado | Alianza Lima | Perú | 1987 |

## Curiosidades
- Atajó catorce temporadas ininterrumpidas en Alianza Lima.
- Disputó quinientos ocho partidos en el arco aliancista.
- Caíco llegó a Alianza Lima a los trece años como delantero. Sin embargo, después de verlo un tiempo, el Cholo Castillo paró una práctica y le dijo que vaya al arco, que esa era su nueva posición.[3]
- Su apelativo Caíco nace en el seno familiar, debido a que no podía decirle Carlitos a su hermano Carlos Trompito Gonzales, que jugaba en el Juan Aurich.
- Tuvo su propio récord en el arco sin recibir ningún gol en 1976, sumando 738 minutos invicto.
- Participó en todas las ediciones de la Copa Libertadores con el club íntimo.[4]
- Es tío del futbolista internacional Paolo Guerrero, de quien se conoce su temor a volar en aviones, potenciado por la tragedia del Alianza Lima donde falleció el mismo José Gonzales.
- Es hermano de Petronila Gonzales Ganoza, doña Peta, mamá de Paolo Guerrero.